# Reidemeister & Ulrichs
Reidemeister & Ulrichs ist ein traditionsreiches Importhandelshaus für Wein und Spirituosen, das sich auf die Belieferung der Gastronomie und Hotellerie spezialisiert hat. Das 1831 in Bremen gegründete Unternehmen gehört seit 2005 zur Bremer Eggers & Franke Gruppe, unter deren Dach es 2009 mit der Firma DC Gesellschaft für Weinimporte aus Rüdesheim (Nahe) fusioniert wurde. Reidemeister & Ulrichs zählt zu den führenden Weinhandelsunternehmen in Deutschland.

## Produkte
Reidemeister & Ulrichs ist exklusiver Vertriebspartner bekannter Weingüter in Deutschland und Frankreich. Dazu zählen Marchesi de’ Frescobaldi, M. Chapoutier aus Tain l’Hermitage, Georges Duboeuf aus Beaujolais, Schloss Reinhartshausen und die Hess Family Estates.

## Geschichte

### 1831 bis 1899

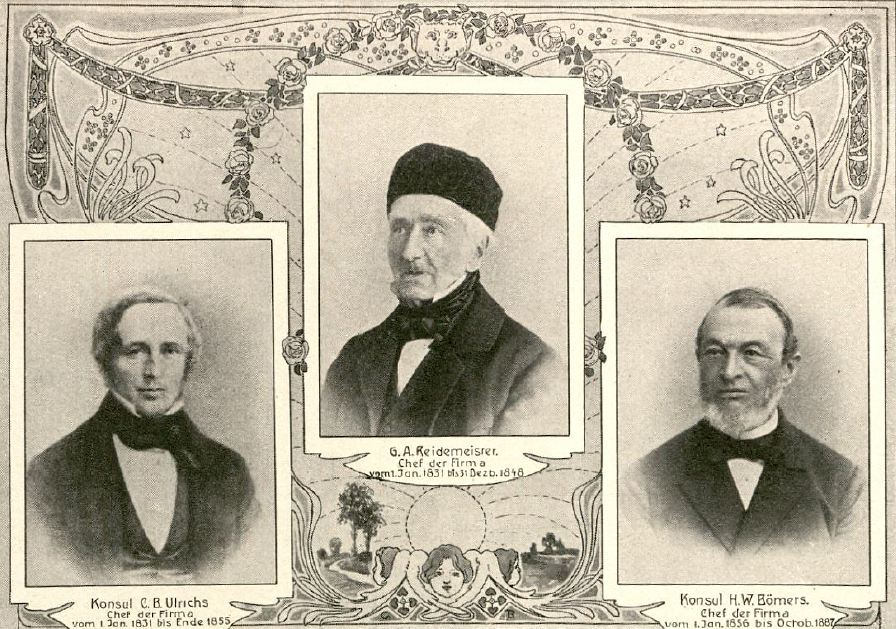
Die Firmengründer Reidemeister und Ulrichs (links) und Heinrich Wilhelm Bömers, Teilhaber seit 1857 (rechts)

Die Firma Reidemeister & Ulrichs entstand am 1. Januar 1831 aus dem Zusammenschluss zweier älterer Bremer Weinhandlungen: Ulrichs & Sohn und Wichelhausen & Reidemeister. Als Sitz der gemeinsamen Firma verabredeten die geschäftsführenden Gesellschafter Carl Bartolomäus Ulrichs und Georg August Reidemeister ein Haus in der Sögestraße Nr. 25 in der Bremer Innenstadt. Kurz darauf zog man in ein größeres Gebäude an der Pelzerstraße/Ecke Sögestraße.
Da Bremen dem 1834 gegründeten Zollverein zunächst nicht beitrat, blieb es zollrechtlich Ausland, was die Einfuhr, nicht aber Lieferungen an Kunden im angrenzenden Königreich Hannover begünstigte. Deshalb richtete Reidemeister & Ulrichs 1841 vor den Toren der Stadt in Burgdamm ein Versandlager mit verzollter Ware ein. Nach dem Tod der Firmengründer Reidemeister († 1845) und Ulrichs († 1855) führte die Witwe Anna Margarethe Ulrichs die Geschäfte gemeinsam mit dem Prokuristen Heinrich Wilhelm Bömers, der seit 1850 im Unternehmen tätig war und 1857 als Teilhaber aufgenommen wurde. 1866 trat zudem Friedrich Ulrichs, ein Sohn des Firmengründers, in das Unternehmen ein. Nach dessen frühem Tod war Heinrich Wilhelm Bömers alleiniger Chef der Firma, die er 1887 seinem erst 23-jährigen Sohn Heinrich Ferdinand Emil Bömers hinterließ. 1889 heiratete dieser eine Enkelin des Firmengründers C. B. Ulrichs.

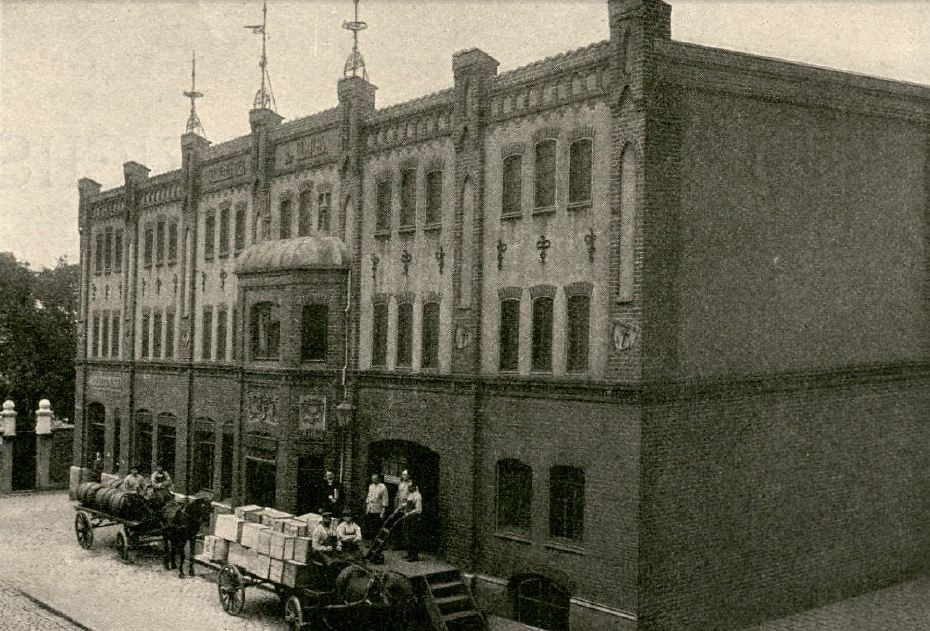
Das R&U Speichergebäude Auf der Brake 7-11, die Bäume am linken Bildrand standen auf dem Bahnhofsvorplatz, der damals noch weiter nach Osten reichte. Es wurde 1899 bezogen, 1944 zerbombt und 1948 wiederaufgebaut. 1950 kam es an die Stadt Bremen, die es zunächst als Musikschule nutzte, von 1952 bis 1955 als Jugendherberge und anschließend für Behörden. Hier wurden die ersten Bremer Wehrpflichtigen gemustert. Im Sommer 1957 wurde das Haus für den Bau des Breitenweges abgerissen.

1888 trat Bremen dem deutschen Zollgebiet bei. Der Bedarf an Lagerräumen für die gutgehende Weinhandlung umfasste zu diesem Zeitpunkt bereits ein an das Stammhaus angrenzendes Packhaus in der Sögestraße und bis zu elf weitere Lagerorte in der Bremer Innenstadt, die neben dem hohen Verwaltungsaufwand nun einzeln unter Zollverschluss gehalten werden mussten. Deshalb entschloss man sich, das Stammhaus aufzugeben und Lager und Kontor in einem für diese Zwecke neuerrichteten mehrgeschossigen Gebäude mit Kellern in der Straße Auf der Brake zusammenzuziehen, das 1899 bezogen wurde.
Kurz zuvor im Jahr 1897 erwarb die Firma Reidemeister & Ulrichs das zu diesem Zeitpunkt von Abbruch bedrohte Bremer Essighaus und bewahrte der Stadt so die weltbekannte Fassade, für deren Ankauf sich kurz zuvor das South Kensington Museum in London interessiert hatte. In den Innenräumen, die nach Entwürfen des Architekten Albert Dunkel umgebaut wurden, wurde ein beliebtes Weinlokal eingerichtet und verpachtet.

### 1900 bis 1969

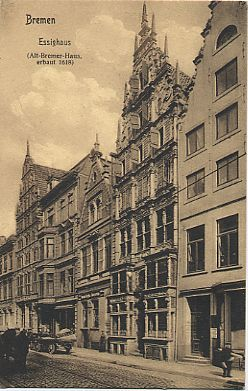
Historisches Essighaus in der Langenstraße um 1907

Am 1. Januar 1900 wurden Hans Ulrichs, ein Enkel C. B. Ulrichs und der Prokurist Friedrich Sparkuhle als Teilhaber aufgenommen. 1906 erwarb Reidemeister & Ulrichs das Weingut Château Smith Haut Lafitte in einem der besten Weinbaugebiete von Bordeaux. Der Erwerb unterstrich die Bedeutung, die der Handel mit Weinen dieser Region für die Firma Reidemeister & Ulrichs hatte. Direkt nach dem Ersten Weltkrieg ging dieser Besitz jedoch durch Enteignung wieder verloren. 1920 trat Heinz Bömers, ein Sohn Heinrich Bömers, als Teilhaber ein. Als sich das Weingeschäft nach der Währungsreform 1924 normalisierte expandierte die Firma kräftig. 1926 nahm Reidemeister & Ulrichs eine Umschlag- und Tankanlage im Freihafen in Betrieb, um der wachsenden Nachfrage nach Dessert- und Tafelweinen gerecht zu werden. An der Brake betrieb man weiterhin den Umschlag von Qualitätsweinen und man begann zugleich eine Produktion von Wermutweinen. Nach der Aufhebung der Prohibition 1933 wurde zudem in New York eine Firma für den Import deutscher Weine gegründet, die Reidemeister & Ulrichs Corporation.
1932 verstarb Heinrich Bömers, der sich nicht nur als Weinhändler einen Namen gemacht hatte, sondern insbesondere als Senator der Stadt Bremen. In den 30er Jahren behinderten die Isolation Nazideutschlands und dessen chronische Devisenknappheit den Weinhandel und insbesondere jenen mit Frankreich. Der Zweite Weltkrieg und die anschließende Neuordnung Europas bedeuteten für die Firma Reidemeister & Ulrichs den kompletten Verlust ihrer Lager- und Betriebsstätten durch Zerstörung und ebenso den Verlust wichtiger Absatzmärkte, die zuvor östlich der Elbe gelegen hatten.
In den ersten Nachkriegsjahren hielt man sich mit der Erzeugung eines Heißgetränks mit Namen Rundu über Wasser. 1946 eröffnete zumindest das Essighaus erneut seine Pforten in einem Notbau. Erst nach der Währungsreform und mit Gründung der Bundesrepublik 1949 konnte Reidemeister & Ulrichs an die langjährigen Erfahrungen und Kontakte im Weinhandel anknüpfen. Jedoch blieb der Handel mit Wein noch lange Zeit kontingentiert und wurde erst mit Abschluss der Weinmarktordnung der Europäischen Wirtschaftsgemeinschaft im Jahre 1970 komplett liberalisiert.

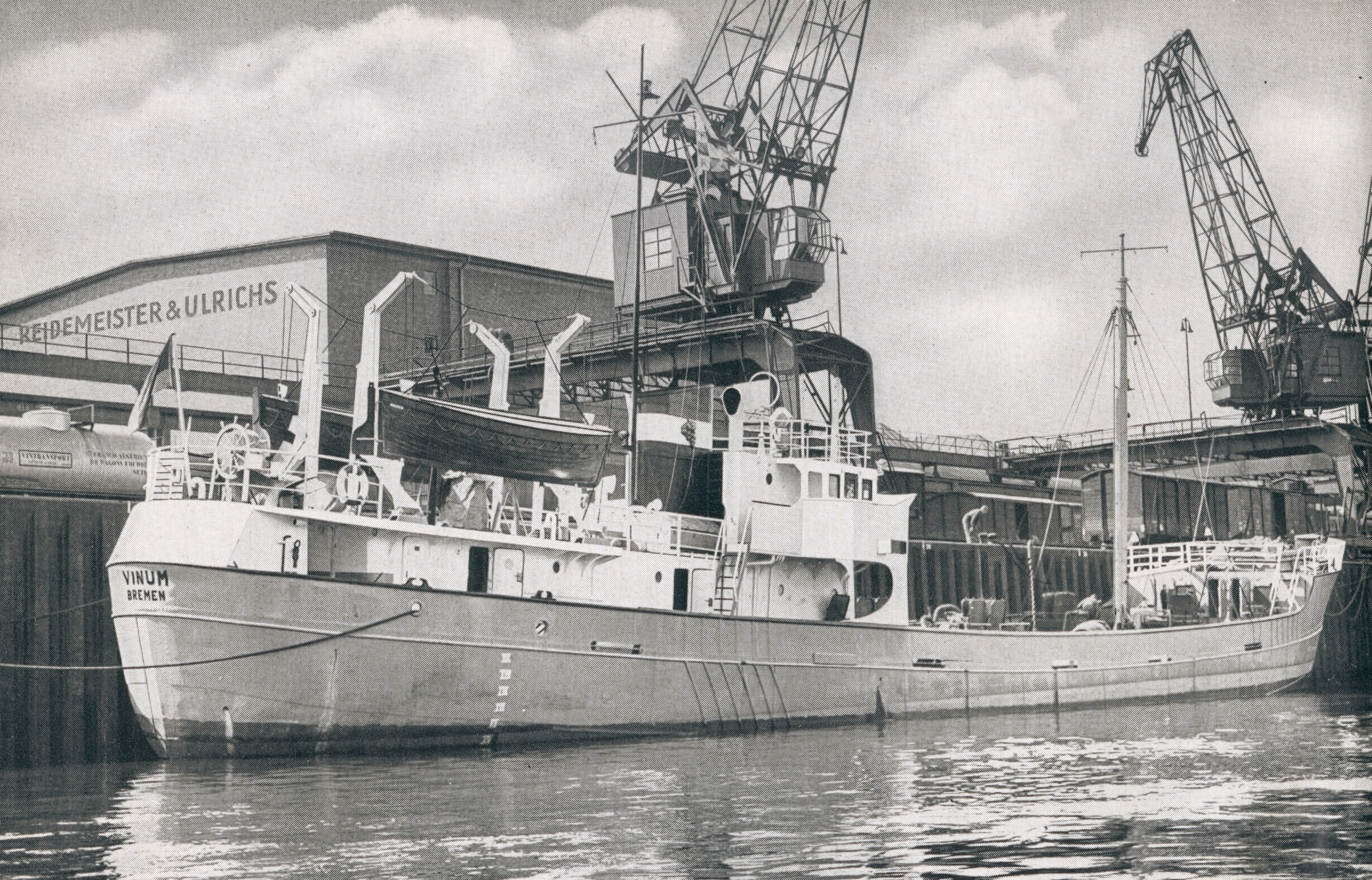
Das Tankschiff Vinum im Bremer Europahafen

Bis 1948 wurde der Betrieb An der Brake wiederhergestellt. Im Zuge der städtischen Neugestaltung musste das in unmittelbarer Nähe des Hauptbahnhofs gelegene Grundstück jedoch 1950 an die Stadt Bremen verkauft werden. 1951 bezog Reidemeister & Ulrichs daher das neuerrichtete moderne Kontorhaus und Hafenspeicher Auf der Muggenburg am Bremer Europahafen als Zweckbau mit Büros, Kellern und mehreren Böden. Die wieder anziehende Nachfrage machte eine neue Hafenanlage zum Löschen von Weintankschiffen nötig, die 1953 nur etwa 300 Meter vom Hauptgebäude entfernt in Betrieb genommen wurde. Ebenfalls 1953 stellte die Firma ein eigenes Weintankschiff in Dienst, die Vinum mit einer Ladekapazität von 640.000 Litern, die bis 1962 für Reidemeister & Ulrichs fuhr. 1954 richtete man zudem eine Weinbrennerei Auf der Muggenburg ein.

### 1970 bis 1989
Im Verlauf der 60er Jahre verschob sich das Gewicht von eigenen Abfüllungen hin zum Import im Ursprungsland abgefüllter Ware. Die stufenweise Einführung des gemeinsamen Marktes der Europäischen Wirtschaftsgemeinschaft veränderte die Strukturen des Weinimporthandels grundsätzlich. Unter diesem Eindruck wandelte sich Reidemeister & Ulrichs in den 70er Jahren vom Importeur und Abfüller zum Markenvertriebspartner mit einer gut organisierten Verkaufsorganisation und vertraglich gesicherten Vertriebsrechten.

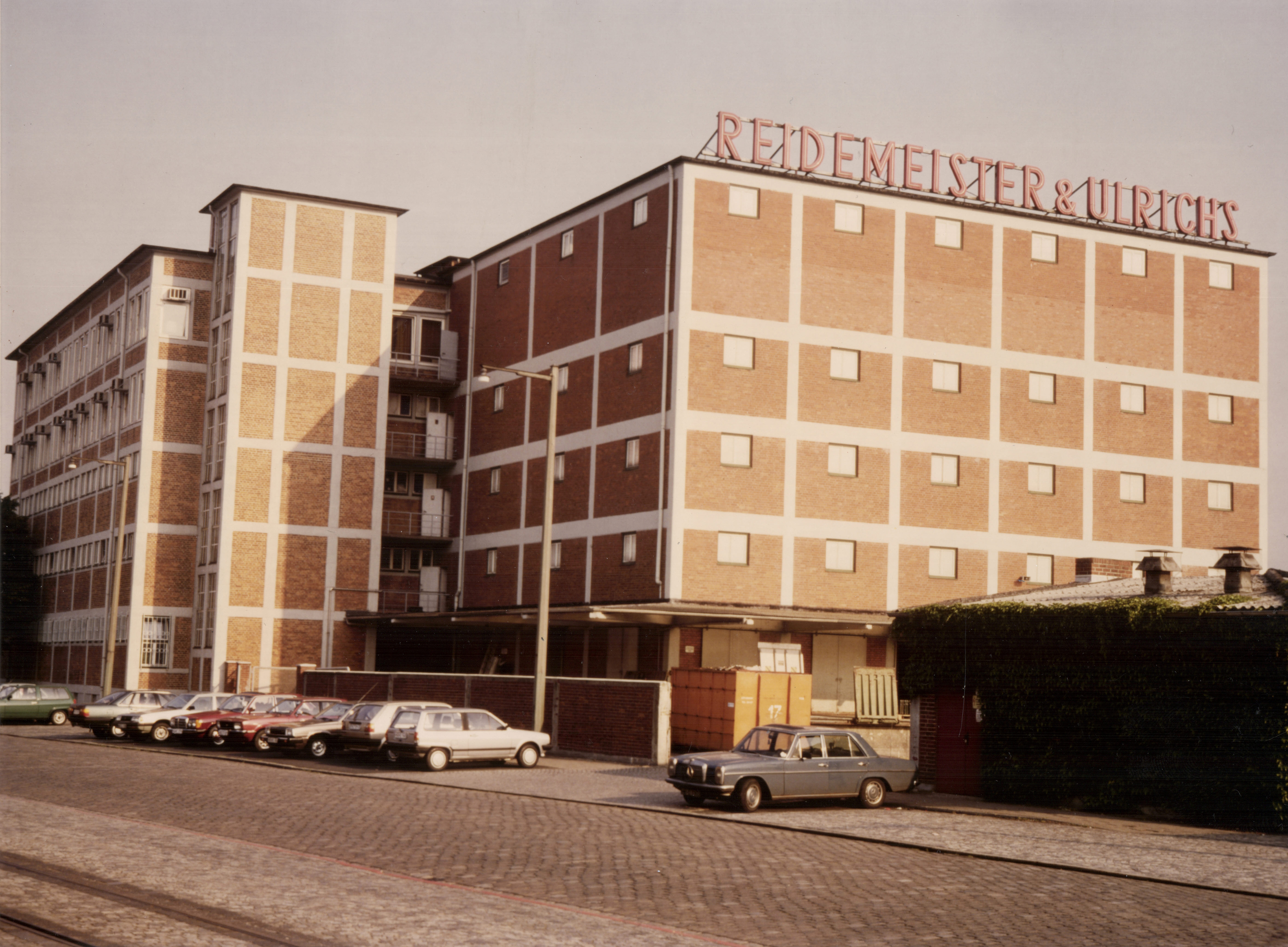
R&U Kontorhaus und Hafenspeicher Auf der Muggenburg

Die eigene Abfüllung wurde geschlossen und die Lager- und Lieferlogistik wurde fremd vergeben. Gleichzeitig wurden unter der bereits 1949 gegründeten Firma Roland Markenimport langfristige Verträge für den Vertrieb international bekannter Marken in Deutschland geschlossen, darunter Tio Pepe Sherry, Delaforce Port, Long John Whisky und insbesondere auch Bordeauxweine des Hauses Philippe de Rothschild.
Anfang der 1980er Jahre ordneten Heinz und Michael Bömers, zwei Söhne des 1978 verstorbenen Seniors Heinz Bömers, die Reidemeister & Ulrichs Gruppe unter dem Dach der Bömers Holdinggesellschaft neu. Die Neuordnung ermöglichte eine zeitweise Beteiligung an Roland Markenimport durch die Firma International Distillers & Vintners (IDV), deren Cream Likör Baileys zu den Verkaufsschlagern des Unternehmens gehörte. Das Beteiligungsvermögen der Holding umfasste zu jener Zeit neben Reidemeister & Ulrichs und Roland Markenimport, die den Handel und die Gastronomie bedienen, das 1953 am Platz Bordeaux gegründete Handelshaus CAVIF – Caves des Grands Vins Français und das älteste Bremer Weinhandelshaus Ludwig von Kapff, über das vornehmlich Privatkunden bedient werden. 1989 erwarb die Gruppe zudem das Weingut Château du Grand Mouëys mit 80ha Weinbergen in den Premières Côtes de Bordeaux.

### 1990 bis heute

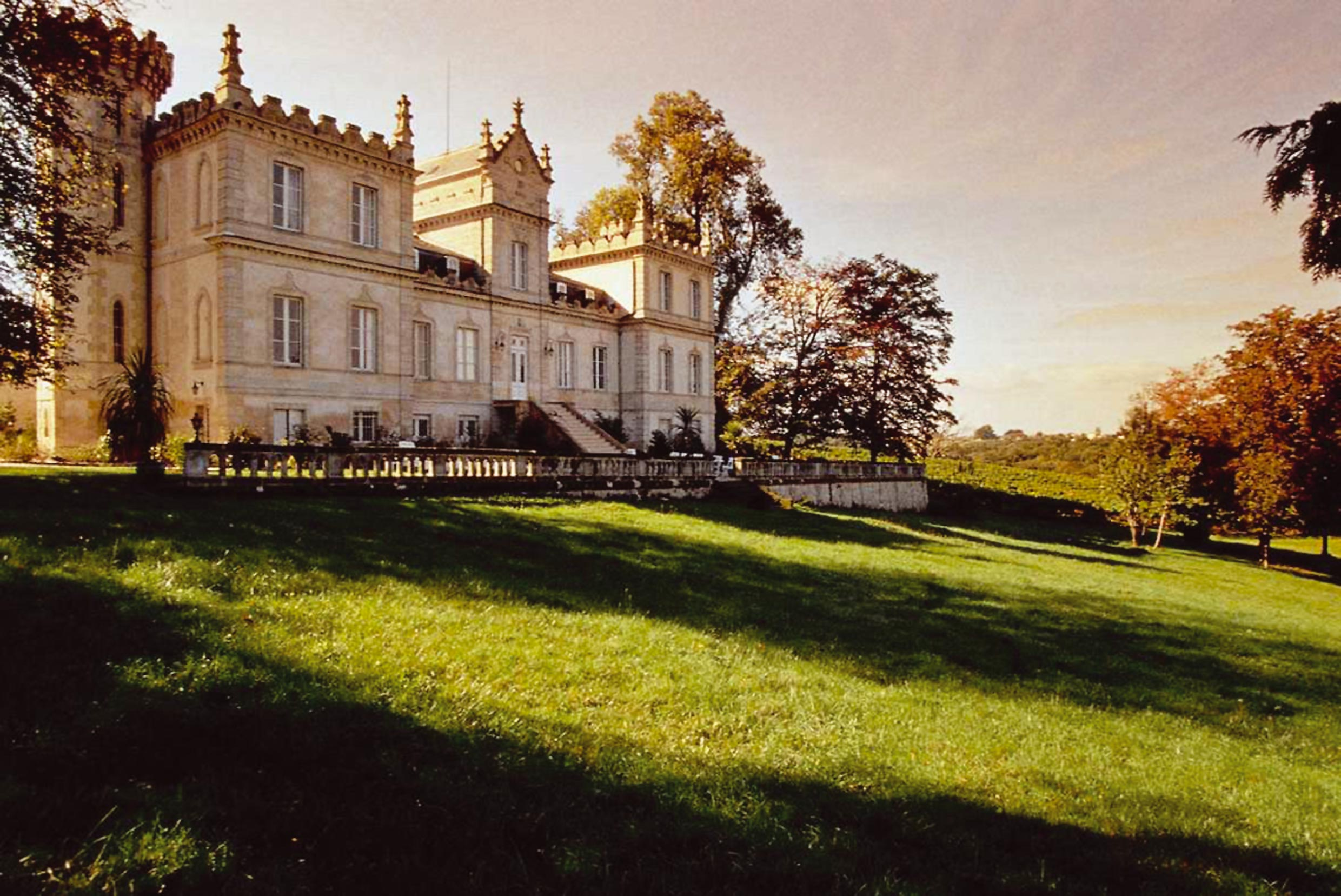
Château du Grand Mouëys – Gartenansicht

Weil internationale Spirituosenkonzerne ihren Vertrieb zunehmend in die eigene Hand nahmen, wurde 1994 der Vertrieb von Roland Markenimport und Reidemeister & Ulrichs zusammengelegt und die Firmen 1995 verschmolzen. Die Bedeutung als Weinvertriebspartner wuchs dadurch weiter. Mit Marken wie Rothschild (Baron Philippe), Antinori, Louis Jadot, Masi und Marqués de Caceres nahm Reidemeister & Ulrichs in den 90er Jahren in Deutschland eine dominierende Stellung im Handel mit hochwertigen Weinen ein.
Um den Erfolg im europäischen Markt zu sichern, entschloss sich die Familie Bömers 2002, die Mehrheit an Reidemeister & Ulrichs an die holländische Weinimportfirma Baarsma zu verkaufen. Die Erwartungen der Holländer, die sich von der Beteiligung einen leistungsfähigen Zugang zum großen deutschen Markt und insbesondere zum Lebensmittelhandel versprochen hatten, erfüllte das traditionsreiche Importhandelshaus jedoch nicht. Vielmehr litten dessen langjährige persönliche Beziehungen zu wichtigen Lieferanten.
Seit 2004 bemühte sich die ebenfalls in Bremen beheimatete Weinhandelsfirma Eggers & Franke um eine Übernahme des vormals bedeutenden Mitbewerbers. Mit Unterstützung der Familie Bömers, die eine Minderheitsbeteiligung behalten hatte, erwarb Eggers & Franke im April 2005 die Firma Ludwig von Kapff und zum Stichtag 1. August desselben Jahres 100 % der Anteile an Reidemeister & Ulrichs. In der Eggers & Franke Gruppe, zu der mit Joh. Eggers Sohn noch ein weiteres Traditionsunternehmen im Bremer Weinhandel gehört, sollte Reidemeister & Ulrichs sich auf den Kundenkreis Fachhandel und Gastronomie konzentrieren.
2009 übernahm die kurzzeitig als Racke | Eggers & Franke firmierende Gruppe die Firma DC Gesellschaft für Weinimporte, Rüdesheim (Nahe), die mit Reidemeister & Ulrichs verschmolzen wurde. Neben dem gemeinsamen Lager am Firmensitz der Eggers & Franke Gruppe in Bremen betreibt Reidemeister & Ulrichs ein Verkaufsbüro und Auslieferungslager in Berlin. Der Vertrieb erfolgt über eigene Mitarbeiter und deutschlandweit zirka 24 Handelsvertreter. Für die Qualität des Sortiments wurde Reidemeister & Ulrichs in den Jahren 2003, 2006, 2007 und 2011 beim internationalen Weinwettbewerb Mundus Vini mit dem Titel Importeur des Jahres geehrt.